# Liste des titres musicaux numéro un aux États-Unis en 1980
Cette page liste les titres musicaux ayant eu le plus de succès au cours de l'année 1980 aux États-Unis d'après le magazine Billboard.

## Historique
| Date         | Artiste(s)               | Titre                             | Référence |
| ------------ | ------------------------ | --------------------------------- | --------- |
| 5 janvier    | KC and the Sunshine Band | Please Don't Go                   |           |
| 12 janvier   | Rupert Holmes            | Escape (The Piña Colada Song)     |           |
| 19 janvier   | Michael Jackson          | Rock with You                     |           |
| 26 janvier   | Michael Jackson          | Rock with You                     |           |
| 2 février    | Michael Jackson          | Rock with You                     |           |
| 9 février    | Michael Jackson          | Rock with You                     |           |
| 16 février   | Captain & Tennille       | Do That to Me One More Time       |           |
| 23 février   | Queen                    | Crazy Little Thing Called Love    |           |
| 1er mars     | Queen                    | Crazy Little Thing Called Love    |           |
| 8 mars       | Queen                    | Crazy Little Thing Called Love    |           |
| 15 mars      | Queen                    | Crazy Little Thing Called Love    |           |
| 22 mars      | Pink Floyd               | Another Brick in the Wall Part II |           |
| 29 mars      | Pink Floyd               | Another Brick in the Wall Part II |           |
| 5 avril      | Pink Floyd               | Another Brick in the Wall Part II |           |
| 12 avril     | Pink Floyd               | Another Brick in the Wall Part II |           |
| 19 avril     | Blondie                  | Call Me                           |           |
| 26 avril     | Blondie                  | Call Me                           |           |
| 3 mai        | Blondie                  | Call Me                           |           |
| 10 mai       | Blondie                  | Call Me                           |           |
| 17 mai       | Blondie                  | Call Me                           |           |
| 24 mai       | Blondie                  | Call Me                           |           |
| 31 mai       | Lipps Inc.               | Funkytown                         |           |
| 7 juin       | Lipps Inc.               | Funkytown                         |           |
| 14 juin      | Lipps Inc.               | Funkytown                         |           |
| 21 juin      | Lipps Inc.               | Funkytown                         |           |
| 28 juin      | Paul McCartney           | Coming Up                         |           |
| 5 juillet    | Paul McCartney           | Coming Up                         |           |
| 12 juillet   | Paul McCartney           | Coming Up                         |           |
| 19 juillet   | Billy Joel               | It's Still Rock and Roll to Me    |           |
| 26 juillet   | Billy Joel               | It's Still Rock and Roll to Me    |           |
| 2 août       | Olivia Newton-John       | Magic                             |           |
| 9 août       | Olivia Newton-John       | Magic                             |           |
| 16 août      | Olivia Newton-John       | Magic                             |           |
| 23 août      | Olivia Newton-John       | Magic                             |           |
| 30 août      | Christopher Cross        | Sailing                           |           |
| 6 septembre  | Diana Ross               | Upside Down                       |           |
| 13 septembre | Diana Ross               | Upside Down                       |           |
| 20 septembre | Diana Ross               | Upside Down                       |           |
| 27 septembre | Diana Ross               | Upside Down                       |           |
| 4 octobre    | Queen                    | Another One Bites the Dust        |           |
| 11 octobre   | Queen                    | Another One Bites the Dust        |           |
| 18 octobre   | Queen                    | Another One Bites the Dust        |           |
| 25 octobre   | Barbra Streisand         | Woman in Love                     |           |
| 1er novembre | Barbra Streisand         | Woman in Love                     |           |
| 8 novembre   | Barbra Streisand         | Woman in Love                     |           |
| 15 novembre  | Kenny Rogers             | Lady                              |           |
| 22 novembre  | Kenny Rogers             | Lady                              |           |
| 29 novembre  | Kenny Rogers             | Lady                              |           |
| 6 décembre   | Kenny Rogers             | Lady                              |           |
| 13 décembre  | Kenny Rogers             | Lady                              |           |
| 20 décembre  | Kenny Rogers             | Lady                              |           |
| 27 décembre  | John Lennon              | (Just Like) Starting Over         |           |